# HD151742
HD151742 — хімічно пекулярна зоря спектрального класу
B9 й має видиму зоряну величину в смузі V приблизно  8,5.

## Пекулярний хімічний склад
Зоряна атмосфера HD151742 має підвищений вміст 
Si
.